# PlayBoy (and the Gang of Cherry)
PlayBoy (and the Gang of Cherry) ist ein thailändischer experimenteller Erotikfilm von Oompon Kitikamara aus dem Jahr 2017.

## Handlung
Der Film spielt auf einer Industriebrache bei einer nicht näher definierten Stadt in Thailand. In den Ruinen haust eine kriminelle Gang, deren Mitglieder ihr Dasein mit Drogenhandel und Prostitution fristen. Die Gang wird von der bipolaren „Cherry“ geleitet, die außerdem die Kontaktperson zum „Big Boss“ der Organisation ist, der das Treiben der Gang aus dem Hintergrund überwacht und koordiniert. Weitere Mitglieder der Gang sind Doc, genannt „Playboy“, James und „Gold Hair“.
Die Geschichte beginnt damit, dass der verstörte „Boy“ als Gefangener der Gang aufwacht; er ist in einer der Bauruinen angekettet, halbnackt und weist Spuren schwerer körperlicher Misshandlung auf. Nur mit Mühe kann er das ihm vorgesetzte Essen verzehren. Unterdessen trifft sich Playboy in den Ruinen mit Gold Hair und beginnt mit ihm ein BDSM-Ritual, bei dem er sich von Gold Hair schlagen und auspeitschen lässt. Als die beiden schließlich Sex haben, werden sie von einer manischen Cherry unterbrochen, die nach James sucht, weil offenbar Drogen verschwunden sind. Playboy und Cherry geraten in Streit, bis James mit einer Pistole auftaucht und sie auseinandertreibt. Cherry lässt ihre Wut daraufhin am gefangenen Boy aus, den sie schwer misshandelt.
James ruft Gold Hair zurück, damit dieser und Playboy ihr unterbrochenes sexuelles Spiel abschließen können. Dann sucht er Cherry auf, die sich selbst befriedigt, und nimmt selbst Kokain. Die beiden geraten bald in Streit über ihre Geschäfte, Playboy und die Machtverhältnisse in der Gang. Als Cherry James seine Waffe abnimmt, schlägt dieser sie mit einem Ast halbtot und beginnt, ein Grab für sie auszuheben. Währenddessen hat „Ladyboy“, ein Vertrauter und Sexpartner des Big Boss, einen Kunden in die Ruinen geführt, der die sexuellen Dienste von Playboy in Anspruch nehmen will. Dieser, nur als „Stranger“ bekannt, begegnet zuerst James, sucht dann aber weiter nach Playboy.
Playboy kümmert sich liebevoll um Boy und ruht sich eine Weile neben diesem aus, während er seine Hand hält. Danach trifft er sich mit Stranger und beginnt mit ihm ein BDSM-Ritual, direkt vor den Augen des angeketteten Boy. Unvermittelt greift James ein und erschießt Stranger. Er verlangt von Playboy, dass sie sich um die beiden Leichen kümmern und dann verschwinden. Cherry ist allerdings noch am Leben und versucht, sich in Sicherheit zu bringen. Als James und Playboy sie stellen, gibt James Playboy die Waffe, doch dieser wendet sich von ihm ab und gibt die Waffe stattdessen an Cherry weiter, wobei er sie daran erinnert, dass er seine Schulden nun beglichen habe. Dann geht er zurück zum Gefangenen, während James und Cherry um die Waffe kämpfen. 
Ladyboy hat das Geschehen beobachtet und berichtet es Big Boss, doch dieser rät davon ab, einzugreifen; stattdessen sollten sich die Gangmitglieder besser gleich gegenseitig töten. Das Schicksal Cherrys und James’ bleibt unbekannt. Playboy befreit Boy und verlässt mit ihm die Ruinen. Boy folgt ihm zwar willig, wehrt sich aber gegen weitere Annäherungsversuche. Schließlich lässt sich Playboy von ihm mit einer Kette würgen, während er masturbiert.

## Hintergrund
Regisseur Oompon Kitikamara studierte an der Chulalongkorn-Universität und am Harold Washington College in Chicago und arbeitete als Fotograf und Dokumentarfilmer. Nach mehreren Kurzfilmen hatte er 2014 seinen ersten experimentellen Film Bittersweet Chocolate vorgelegt, in dem bereits Atthaphan Phunsawat als James und Steven Fuhrer als Mac zu sehen waren. Die Schauspieler kehrten für PlayBoy (and the Gang of Cherry) in ihre Rollen zurück, die Handlung ist jedoch weitgehend unabhängig. Der Regisseur schrieb das Drehbuch selbst und ist in einer Nebenrolle zu sehen. Sainam Kitikamara, seine Schwester und eine ehemalige Nachrichtensprecherin, übernahm die Produktion des Films sowie die Rolle der Cherry.
Oompon Kitikamara wollte mit dem Film japanischen Pinku eiga Tribut zollen. Außerdem griff er zwei moderne gesellschaftliche Trends in Thailand auf: Eine schwule Subkultur, die sich auf Outdoor-Sex spezialisiert hat, und eine Generation sex-positiver Frauen, die von schwulem Sex fasziniert ist.

## Veröffentlichung
PlayBoy (and the Gang of Cherry) erschien in Thailand am 31. August 2017 mit einer Altersfreigabe ab 20 Jahren. Außerdem wurde er international bei mehreren spezialisierten Filmfestivals gezeigt, darunter das Pornfilmfestival Berlin und das Taiwan International Queer Film Festival.

## Rezeption
Die Jury des Pornfilmfestivals Berlin vergab eine lobende Erwähnung in der Spielfilm-Kategorie: PlayBoy (and the Gang of Cherry) rüttele „mit seiner lyrischen, bestimmten und ausgefuchsten Bildsprache unsere Sehgewohnheiten“ durcheinander und lasse das Publikum „gleichermaßen neugierig wie irritiert zurück“.
Die Jury des Taiwan International Queer Film Festivals (TIQFF) beschrieb PlayBoy (and the Gang of Cherry) als ersten schwulen BDSM-Film der thailändischen Filmgeschichte. Die Szenen aus Missbrauch und Liebe seien schockierend, die sexuelle Gewalt fordere das mentale Durchhaltevermögen des Publikums heraus. Der Film sei grenzüberschreitend.
Kritiker Dan Tang Mo, Jurymitglied des TIQFF, verglich den „schmerzhaften“ Film mit Werken von Apichatpong Weerasethakul: Wie dieser bilde Regisseur Oompon Kitikamara die zunehmende Verkommenheit Thailands ab; außerdem würden beide Regisseure eine minimalistische Ästhetik verwenden. Er hob hervor, dass der Film nicht mit muskulösen Männern, sondern mit jungenhaften Darstellern wie aus populären BL-Serien aufwarte, die jedoch ihre brave Schuluniform ausgezogen hätten; dabei ähnele der Film manchmal düsteren Werken von Minami Ozaki. Oompon Kitikamara kreiere eine ganz eigene, bizarre Art von Schwulenfilm, indem er untypische Figuren in einer dunklen, minimalistischen und künstlerischen Welt platziere und mit Action-Elementen aus pinku eiga verbinde.

## Belege
1. ↑  Bittersweet Chocolate (2014). In: IMDb. Abgerufen am 21. November 2020.
2. ↑  เสื่อมแรง! คาวเซ็กซ์! เกย์ดุ! เพลย์บอย แอนด์เดอะแก๊งออฟเชอร์รี่. In: Thai Rath. 23. März 2017, abgerufen am 21. November 2020 (thailändisch).
3. 1 2  玩壞男孩 (Playboy). Taiwan International Queer Film Festival, abgerufen am 21. November 2020 (chinesisch (traditionell)). Danksagungen im Abspann: „I would like to pay respect to all Pink Films that have taken place in this world.“
4. 1 2  PlayBoy (and the Gang of Cherry). Pornfilmfestival Berlin, abgerufen am 21. November 2020.
5. ↑  Pornfilmfestival Berlin 2017 Awards. Pornfilmfestival Berlin, 30. Oktober 2017, abgerufen am 20. November 2020.
6. ↑  2017酷兒影展選片指南笑聲不斷 片單獲奧斯卡級的評價令影迷痴狂 四位專業電影人各擁必推愛片 「情慾狂放」單元跨夜尺度受觀眾青睞. Taiwan International Queer Film Festival, 27. September 2017, abgerufen am 21. November 2020 (chinesisch (traditionell)): „《玩壞男孩》（Playboy）為泰國影史首部男同志性虐片，驚世駭俗的虐愛場面，隨著故事情緒的堆積，戲裡的性暴力也挑戰著觀眾的心靈承受力，超限等級的觀影經驗令人坐立難安，特別提醒不建議衛道人士與道德保守者觀賞“
7. ↑  但唐謨: 【但唐謨專欄】《玩壞男孩》給腐同志看的BL片. In: The News Lens. 20. Oktober 2017, abgerufen am 21. November 2020 (chinesisch (traditionell)).